# Bernardo Pérez de Vargas
Bernardo Pérez de Vargas (Madrid, principios del siglo XVI) fue un escritor, astrónomo, y alquimista de español.

## Biografía
Se traslada junto a su familia hasta la población de Coín (Málaga) debido al traslado de su padre Juan de Vargas (Bernardo Pérez de Vargas según otras fuentes) como criado del II marqués de Villena, quien fue nominado señor de Monda y Tolox, localidades cercanas a Coín.
En cuanto a la obra más conocida del autor, De re metallica, tomó como referencia los libros de química de la época, dedicándose a experimentar, para así llevar a cabo una verificación de la base teórica explicada. Los referentes y obras previas en torno a la misma temática fueron las de Vannoccio Biringuccio De la pirotechnia (1540) o la de Georgius Agricola, De re metallica (1556). El tratado de Pérez de Vargas fue traducido ena la mitad del siglo XVIII al francés.
En el siglo XV la química no estaba dotada de métodos científicos apropiados, que no se definirán hasta siglos posteriores. Por ello, Pérez de Vargas sigue tratando los compuestos y reacciones químicos con una visión característica de la alquimia, según le recrimina Ferdinand Höfer en su Historie de la chimie.
Aun así, y con los métodos disponibles de la época, experimenta todas las combinaciones que se le ocurren, alcanzando un gran nivel de sabiduría, ejemplo del cual es su obra dedicada al arte de los metales.
Es quizás por esa influencia misteriosa y mística de la alquimia que sus trabajos no están orientados hacia la aplicación práctica de sus conocimientos. De lo contrario, habría adquirido más fama en una época en la que el tratamiento de los metales nobles tenía gran relevancia debido a la minería realizada en el Nuevo Mundo.
Ciertamente no es uno de los grandes nombres de la química, pero dejó cierta metodología que posteriormente fue refinada y acabaría derivando hacia la química moderna.

## Obra
- De re metallica (Madrid, 1569), que versa acerca de la mineralogía, constituyendo el primer tratado escrito en castellano sobre este tema.
- De los edificios y máquinas del arte de elaborar metales.
- Los cuatro libros del caballero Cirongilio de Tracia (Sevilla, 1545). Libro de caballerías reeditado hace escasos años por el Centro de Estudios Cervantinos y que es mencionada en diversas páginas de El Quijote.
- La Fábrica del Universo o Repertorio Perpetuo (Toledo, 1563), de temática astrológica y cosmográfica e histórica.